# Comuna Rujîceanka, Hmelnîțkîi
Rujîceanka (în ucraineană Ружичанка) este o comună în raionul Hmelnîțkîi, regiunea Hmelnîțkîi, Ucraina, formată din satele Karpivți și Rujîceanka (reședința).

## Demografie
Componența lingvistică a comunei Rujîceanka
     Ucraineană (98,5%)
     Rusă (1,41%)
     Alte limbi (0,05%)
Conform recensământului din 2001, majoritatea populației comunei Rujîceanka era vorbitoare de ucraineană (98,5%), existând în minoritate și vorbitori de rusă (1,41%).